# چاناکیا
چاناکیا مشاور و راهنمای چاندراگوپتا مائوریا بنیادگزار شاهنشاهی مائوریا بود. کوتیلیه، چاناکیا و ویشنوگوپتا همگی اسامی یکی از اندیشمندان هند باستان می‌باشد.
او نویسنده کتاب ارته‌شاستره (Arthashastra) می‌باشد؛ که در نوع خود یکی از منحصر بفردترین کتب سراسر تاریخ اندیشه سیاسی هند باستان محسوب می‌شود، آن چنان‌که اندیشمندان غربی آن را با شهریار ماکیاولی قابل مقایسه می‌دانند. اما این عقیده از سوی اندیشمندان هندی مورد انتقاد قرار گرفته است.